# Heinrich Fischer (aviron)
Pour les articles homonymes, voir Heinrich Fischer (homonymie).
Heinrich Fischer est un rameur suisse né le 12 janvier 1950.

## Biographie
Heinrich Fischer dispute l'épreuve du deux sans barreur aux côtés de Alfred Bachmann aux Jeux olympiques d'été de 1972 de Munich et remporte la médaille d'argent.